# جام انگلستان-اسکاتلند ۷۹–۱۹۷۸
جام انگلستان-اسکاتلند ۷۹–۱۹۷۸ چهارمین دوره جام انگلستان-اسکاتلند بود. تیم برنلی در یک فینال رفت و برگشت، اولدهام اتلتیک را در مجموع ۴-۲ شکست داد و برنده شد.

## گروه انگلستان

### گروه ۱
| تیم ۱           | نتیجه | تیم ۲           | تاریخ       |
| --------------- | ----- | --------------- | ----------- |
| پرستون نورث اند | ۴–۲   | بلکپول          | ۲ اوت ۱۹۷۸  |
| بلکپول          | ۰–۱   | بلکبرن روورز    | ۵ اوت ۱۹۷۸  |
| برنلی           | ۳–۲   | پرستون نورث اند | ۵ اوت ۱۹۷۸  |
| برنلی           | ۳–۱   | بلکپول          | ۸ اوت ۱۹۷۸  |
| بلکبرن روورز    | ۱–۰   | پرستون نورث اند | ۹ اوت ۱۹۷۸  |
| بلکبرن روورز    | ۱–۱   | برنلی           | ۱۲ اوت ۱۹۷۸ |

| تیم             | بازی | ب | م | ش | گ‌ز | گ‌خ | ت  | اض | ام |
| --------------- | ---- | - | - | - | -- | -- | -- | -- | -- |
| برنلی           | ۳    | ۲ | ۱ | ۰ | ۷  | ۴  | ۳  | ۲  | ۷  |
| بلکبرن روورز    | ۳    | ۲ | ۱ | ۰ | ۳  | ۱  | ۲  | ۰  | ۵  |
| پرستون نورث اند | ۳    | ۱ | ۰ | ۲ | ۶  | ۶  | ۰  | ۱  | ۳  |
| بلکپول          | ۳    | ۰ | ۰ | ۳ | ۳  | ۸  | -۵ | ۰  | ۰  |

### گروه ۲
| تیم ۱          | نتیجه | تیم ۲          | تاریخ       |
| -------------- | ----- | -------------- | ----------- |
| اولدهام اتلتیک | ۱–۰   | شفیلد یونایتد  | ۵ اوت ۱۹۷۸  |
| ساندرلند       | ۲–۰   | بولتون واندررز | ۵ اوت ۱۹۷۸  |
| بولتون واندررز | ۱–۰   | شفیلد یونایتد  | ۸ اوت ۱۹۷۸  |
| اولدهام اتلتیک | ۲–۱   | ساندرلند       | ۸ اوت ۱۹۷۸  |
| بولتون واندررز | ۰–۰   | اولدهام اتلتیک | ۱۲ اوت ۱۹۷۸ |
| شفیلد یونایتد  | ۲–۱   | ساندرلند       | ۱۲ اوت ۱۹۷۸ |

| تیم            | بازی | ب | م | ش | گ‌ز | گ‌خ | ت  | اض | ام |
| -------------- | ---- | - | - | - | -- | -- | -- | -- | -- |
| اولدهام اتلتیک | ۳    | ۲ | ۱ | ۰ | ۳  | ۱  | ۲  | ۰  | ۵  |
| بولتون واندررز | ۳    | ۱ | ۱ | ۱ | ۱  | ۲  | -۱ | ۰  | ۳  |
| ساندرلند       | ۳    | ۱ | ۰ | ۲ | ۴  | ۴  | ۰  | ۰  | ۲  |
| شفیلد یونایتد  | ۳    | ۱ | ۰ | ۲ | ۲  | ۳  | -۱ | ۰  | ۲  |

### گروه ۳
| تیم ۱         | نتیجه | تیم ۲         | تاریخ       |
| ------------- | ----- | ------------- | ----------- |
| بریستول راورز | ۱–۰   | کاردیف سیتی   | ۱ اوت ۱۹۷۸  |
| بریستول سیتی  | ۶–۱   | بریستول راورز | ۵ اوت ۱۹۷۸  |
| کاردیف سیتی   | ۱–۰   | فولام         | ۵ اوت ۱۹۷۸  |
| بریستول سیتی  | ۱–۰   | کاردیف سیتی   | ۸ اوت ۱۹۷۸  |
| فولام         | ۲–۱   | بریستول راورز | ۸ اوت ۱۹۷۸  |
| فولام         | ۰–۳   | بریستول سیتی  | ۱۲ اوت ۱۹۷۸ |

| تیم           | بازی | ب | م | ش | گ‌ز | گ‌خ | ت  | اض | ام |
| ------------- | ---- | - | - | - | -- | -- | -- | -- | -- |
| بریستول سیتی  | ۳    | ۳ | ۰ | ۰ | ۱۰ | ۱  | ۹  | ۲  | ۸  |
| کاردیف سیتی   | ۳    | ۱ | ۰ | ۲ | ۱  | ۲  | -۱ | ۰  | ۲  |
| فولام         | ۳    | ۱ | ۰ | ۲ | ۲  | ۵  | -۳ | ۰  | ۲  |
| بریستول راورز | ۳    | ۱ | ۰ | ۲ | ۳  | ۸  | -۵ | ۰  | ۲  |

### گروه ۴
| تیم ۱        | نتیجه | تیم ۲        | تاریخ         |
| ------------ | ----- | ------------ | ------------- |
| منزفیلد تاون | ۱–۰   | نوتس کانتی   | ۳۱ جولای ۱۹۷۸ |
| نوتس کانتی   | ۲–۱   | نوریچ سیتی   | ۵ اوت ۱۹۷۸    |
| اورینت       | ۰–۱   | منزفیلد تاون | ۵ اوت ۱۹۷۸    |
| اورینت       | ۲–۳   | نوتس کانتی   | ۸ اوت ۱۹۷۸    |
| نوریچ سیتی   | ۱–۱   | منزفیلد تاون | ۹ اوت ۱۹۷۸    |
| نوریچ سیتی   | ۰–۰   | اورینت       | ۱۲ اوت ۱۹۷۸   |

| تیم          | بازی | ب | م | ش | گ‌ز | گ‌خ | ت  | اض | Pts |
| ------------ | ---- | - | - | - | -- | -- | -- | -- | --- |
| منزفیلد تاون | ۳    | ۲ | ۱ | ۰ | ۳  | ۱  | ۲  | ۰  | ۵   |
| نوتس کانتی   | ۳    | ۲ | ۰ | ۱ | ۵  | ۴  | ۱  | ۱  | ۵   |
| نوریچ سیتی   | ۳    | ۰ | ۲ | ۱ | ۲  | ۳  | -۱ | ۰  | ۲   |
| اورینت       | ۳    | ۰ | ۱ | ۲ | ۲  | ۴  | -۲ | ۰  | ۱   |

## گروه اسکاتلند
| تیم ۱       | نتیجه | تیم ۲    | تاریخ       |
| ----------- | ----- | -------- | ----------- |
| سلتیک       | ۲–۱   | کلاید    | ۳ اوت ۱۹۷۸  |
| سلتیک       | ۶–۱   | کلاید    | ۵ اوت ۱۹۷۸  |
| ریت روورز   | ۱–۲   | مورتون   | ۵ اوت ۱۹۷۸  |
| ریت روورز   | ۱–۴   | مورتون   | ۸ اوت ۱۹۷۸  |
| مادرول      | ۱–۰   | سنت میرن | ۶ اوت ۱۹۷۸  |
| مادرول      | ۰–۳   | سنت میرن | ۹ اوت ۱۹۷۸  |
| پاتریک تیسل | ۲–۱   | هارتس    | ۱۶ اوت ۱۹۷۸ |
| پاتریک تیسل | ۱–۰   | هارتس    | ۲۳ اوت ۱۹۷۸ |

## یک‌چهارم نهایی
| تیم ۱        | نتیجه     | تیم ۲          | تاریخ           |
| ------------ | --------- | -------------- | --------------- |
| بریستول سیتی | ۱–۲       | سنت میرن       | ۱۲ سپتامبر ۱۹۷۸ |
| بریستول سیتی | ۲–۲       | سنت میرن       | ۲۶ سپتامبر ۱۹۷۸ |
| برنلی        | ۱–۰       | سلتیک          | ۱۲ سپتامبر ۱۹۷۸ |
| برنلی        | ۲–۱       | سلتیک          | ۲۷ سپتامبر ۱۹۷۸ |
| مورتون       | ۳–۰       | اولدهام اتلتیک | ۱۳ سپتامبر ۱۹۷۸ |
| مورتون       | ۰–۴       | اولدهام اتلتیک | ۲۶ سپتامبر ۱۹۷۸ |
| پاتریک تیسل  | ۱–۰       | منزفیلد تاون   | ۱۳ سپتامبر ۱۹۷۸ |
| پاتریک تیسل  | ۲(۲)–(۴)۳ | منزفیلد تاون   | ۳ اکتبر ۱۹۷۸    |

## نیمه نهایی
| تیم ۱          | نتیجه     | تیم ۲    | تاریخ         |
| -------------- | --------- | -------- | ------------- |
| اولدهام اتلتیک | ۱–۱       | سنت میرن | ۱۷ اکتبر ۱۹۷۸ |
| اولدهام اتلتیک | ۱(۵)–(۳)۱ | سنت میرن | ۳۱ اکتبر ۱۹۷۸ |
| منزفیلد تاون   | ۱–۲       | برنلی    | ۳۱ اکتبر ۱۹۷۸ |
| منزفیلد تاون   | ۱(۳)–(۴)۰ | برنلی    | ۷ نوامبر ۱۹۷۸ |

## فینال
| اولدهام اتلتیک | ۱ – ۴ | برنلی                                 |
| -------------- | ----- | ------------------------------------- |
| یانگ ۸۶'       |       | کیندون ۱'، ۷۵' · نوبل ۳' · تامسون ۶۷' |

| برنلی | ۰ – ۱ | اولدهام اتلتیک |
| ----- | ----- | -------------- |
|       |       | استیونز        |